# Баталы
Баталы (каз. Баталы) — село в районе Беимбета Майлина Костанайской области Казахстана. Входит в состав Асенкритовского сельского округа. Код КАТО — 396435200.

## География
Село находится примерно в 34 км к западу от районного центра села Айет.
Территория села составляет 489 га. 
В 9 км к юго-востоку находится озеро Жаман-Алаколь.

## Население
В 1999 году население села составляло 451 человек (221 мужчина и 230 женщин). По данным переписи 2009 года в селе проживал 421 человек (266 мужчин и 155 женщин).
На 1 января 2013 года численность населения села составила 418 человек.